# Tcholent
Tcholent (Em iídiche: טשאָלנט, tsholnt ou tshoolnt) ou Hamin (Em Hebraico: חמין), também chamado de Tchulendt pelos judeus asquenazitas e de Adafina pelos sefaraditas, é um guisado tradicional da culinária judaica. Geralmente é cozido durante a noite por 12 horas ou mais e servido no almoço de Shabat (sábado). O cholent foi desenvolvido ao longo dos séculos para se conformar com as leis judaicas que proíbem cozinhar durante o sábado. A panela é levada ao fogo brando ao entardecer da sexta-feira e a mistura é cozida lentamente até o dia seguinte, amalgamando os sabores e amaciando os grãos e as carnes. Modernamente se usa uma placa elétrica ou uma panela de indução para o preparo. 
Existem diversas variações da receita. Os ingredientes básicos do cholent são carne kasher, batatas, feijão e cevada. Algumas tradições acrescentam ovos cozidos, helzel (pescoço de galinha recheado com farinha) e Kishke (o recheio de uma salsicha kasher).

## Etimologia

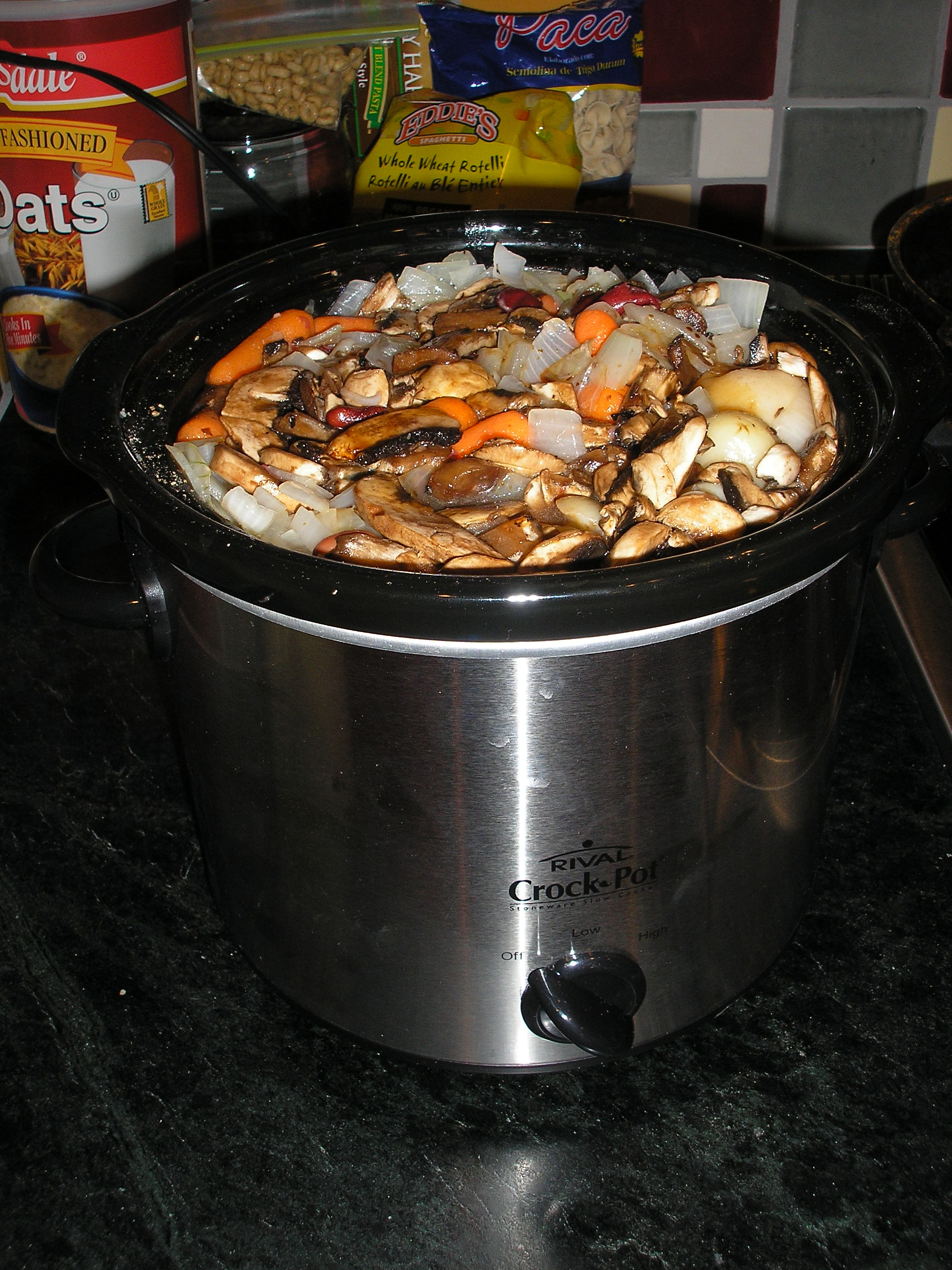
Tcholent preparado em uma panela de indução

Há estudiosos que afirmam que o nome cholent seria uma derivação da palavra latina calentem, que significa “quente”. Outra versão seria a união das palavras francesas chaud (quente) e lent (lento). Talvez a origem mais exata venha da palavra hebraica she’lan, que significa “repousado”, uma alusão ao preparo do cholent que se inicia ao entardecer do dia anterior e só termina no dia seguinte. 

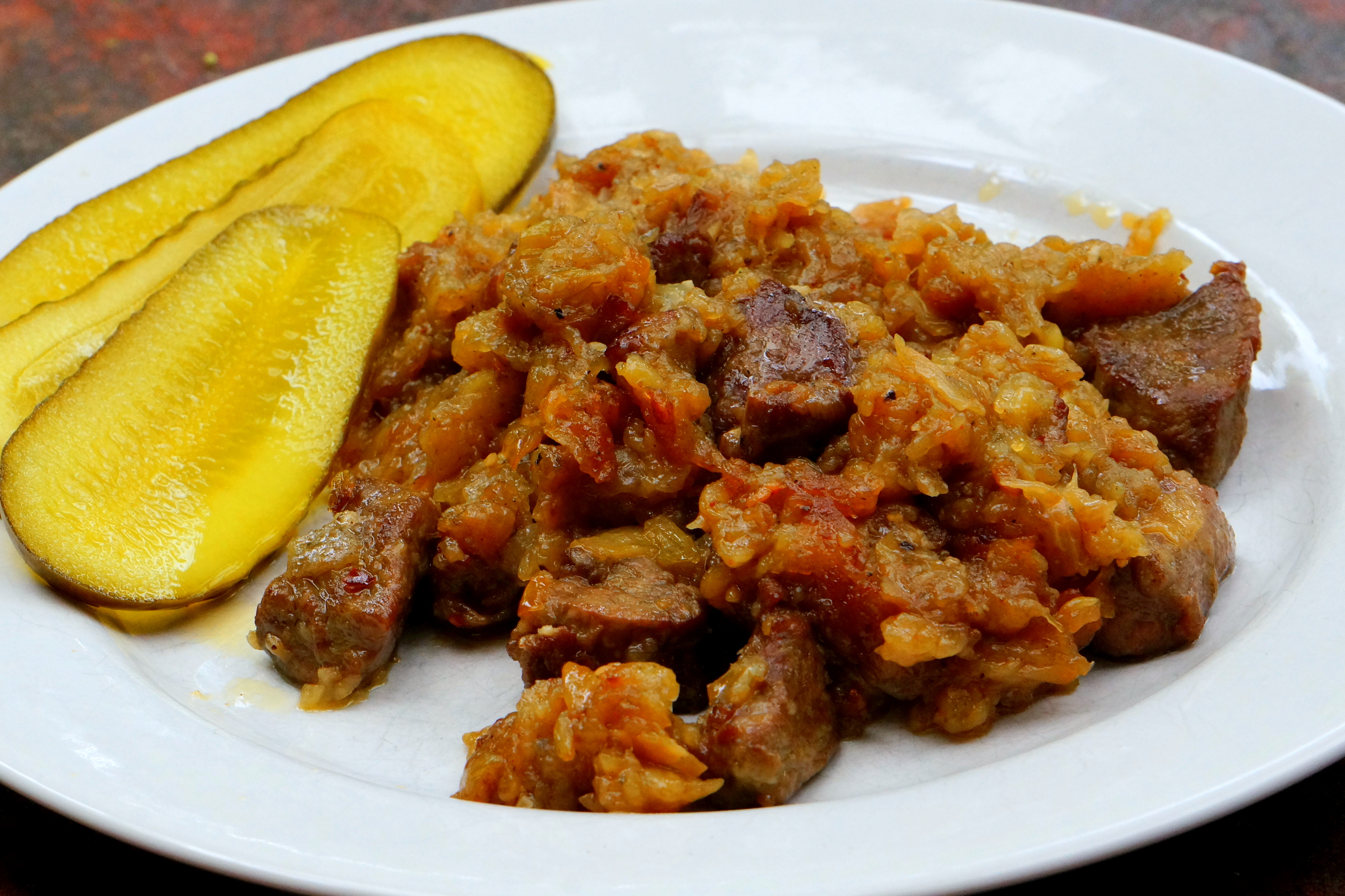
O tcholent servido